# Dimosthenis Manousakis
Dimosthenis Manousakis (19 de janeiro de 1981) é um futebolista profissional grego que atua como meia.

## Carreira
Dimosthenis Manousakis representou a Seleção Grega de Futebol nas Olimpíadas de 2004, quando atuou em casa.